# NGC 624
NGC 624 este o galaxie spirală barată situată în constelația Balena. A fost descoperită în 28 noiembrie 1785 de către William Herschel. De asemenea, a fost observată încă o dată de către John Herschel.